# Рюфюльке
Рюфюльке — традиційний район у північно-східній частині графства Ругаланн, Норвегія. Площа 4546 км². Район охоплює близько 60 % території округу, розташований на північний схід від Ставангера та на схід від Гаугесунна. Містить материкову частину, яка розташована на північний схід і схід від Бокнафіорду та на схід від Гогсфіорду. Він також складається з островів на південній стороні Бокнафіорду. На сході Рюфюльке межує з районами Сетесдаль і Сірдал, на півдні — з Єреном, а на заході — з Гаугаландетом. Рюфюльке — один із 15 округів Західної Норвегії.
Рюфюльке містить сучасні муніципалітети Сауда, Сулдал, Г'єлмеланд, Странд, Квіцой, східну острівну частину Ставангера, Форсандську частину Саннеса та східний Г'єсдал. У Рюфюльке немає великих міст, але є два містечка: Сауда та Йорпеланд.
Мальовничі пам'ятки: Люсе-фіорд з горами Прейкестолен («Скеля кафедри») і К'єраг. Ландшафт Рюфюльке характеризується високими горами у внутрішній частині; найвищі та найдикіші розташовані на півночі та утворені твердою виверженою породою.

## Етимологія
Давньоскандинавська форма імені була Rygjafylki. Першим елементом є родовий відмінок множини rygir, що означає «людина, яка їсть жито», а останнім елементом є fylke, що означає «люди» і має те саме походження, що й німецьке volk.